# Agenda

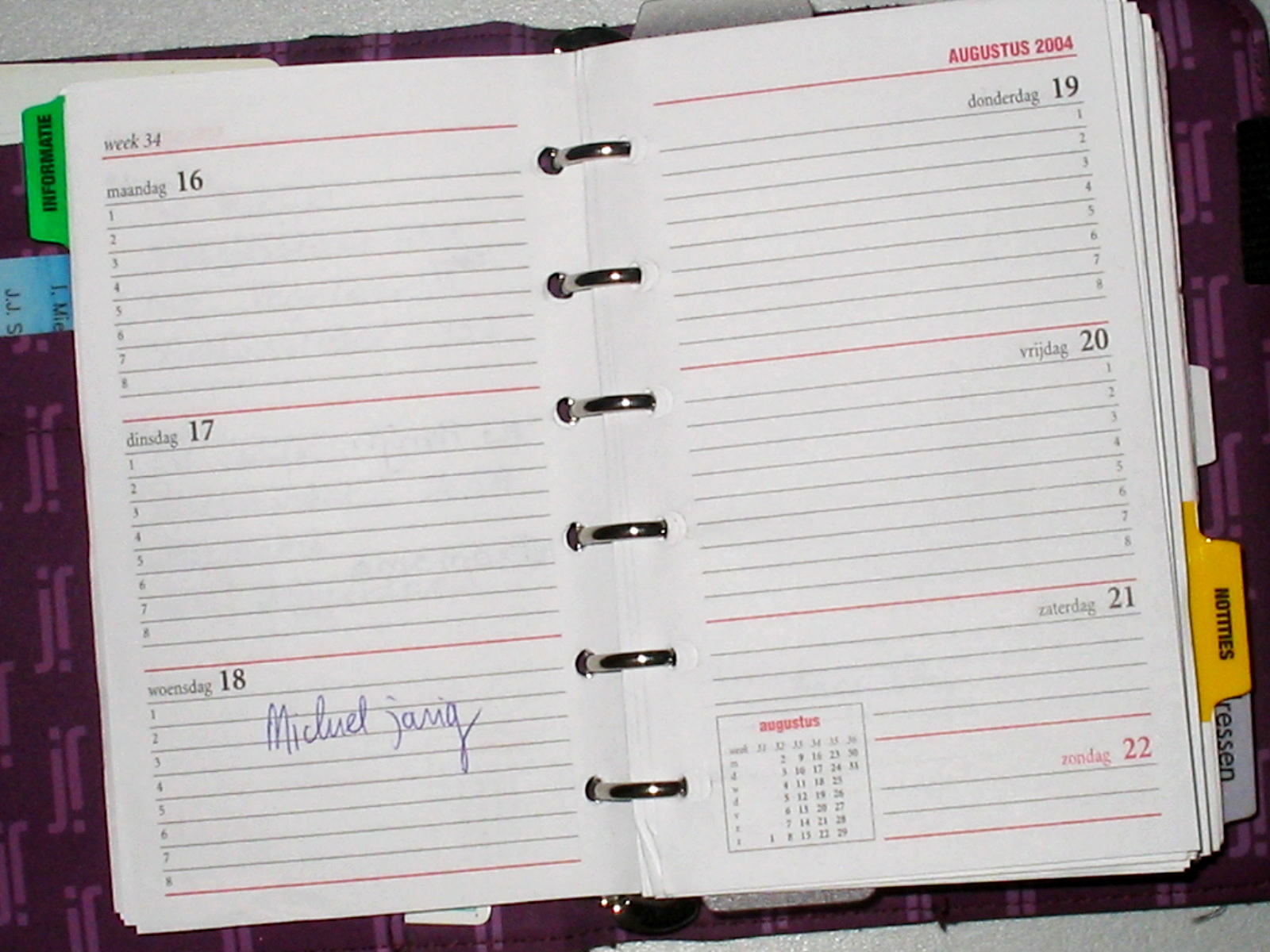
Agenda de taula

L'agenda (del llatí agenda, coses que s'han de fer) és un llibre o quadern amb la seva part principal originalment en blanc, però que amb el seu ús s'anirà emplenant amb les anotacions que ens permetin recordar i planificar els diversos esdeveniments previstos en el nostre temps d'oci o exercici professional, els assumptes pendents de fer. És una eina de treball imprescindible per a un "executiu", i una bona ajuda per a la gent atrafegada o de flaca memòria.
Per la seva grandària, poden ser de butxaca, de cartera, o de sobretaula. Poden comptar amb una pàgina per mes, per a recordatoris elementals, algunes més per a programacions setmanals, o amb una pàgina completa per a cada dia, que permetin registrar les diverses activitats més detalladament.

## Història
La data oficial d'aparició dels primers diaris moderns és l'any 1650.
Les editorials italianes consideren la patria històrica dels diaris, i durant molt de temps la ciutat italiana de Bérgam, junt amb el centre administratiu de la província, Milà, no es va veure únic europeu, sinó també el centre mundial per a la fabricació de les marques més populars de les agendes.
Desde finals de segle XVII fins als nostres dies, la presència d'un diari testificava la importància d'aquesta persona i també implicaba que hi havia alguna cosa que escriure en el diari.
Aquests poden ser obligacions de deutes, escriptures, declaracions d'impostos i ordres als administradors. Per tant, el cuadern en sí es va fer amb totes les insígnies i escuts d'armes característics del cognom, per ordre especial dels artesans de la enquadernació. La majoria de vegades estava enquadernada en cuir, amb molt dorat i contenia en la seva forma original els dades personals del propietari, on s'indica a quién pertany, on i amb quina recompensa ha de devolver el diari en cas de pèrdua.

## Ús escolar
En l'àmbit escolar, es fan servir per apuntar deures, exàmens o per informar els pares un tema desitjat.